# Jerdieniewo (stacja kolejowa)
Jerdieniewo (ros. Ерденево) – stacja kolejowa w miejscowości Jerdieniewo, w rejonie małojarosławieckim, w obwodzie kałuskim, w Rosji. Położona jest na linii Moskwa – Briańsk – Kijów.